# Épine supraméatique
L'épine supraméatique (ou épine de Henle ou épine sus-méatique ou épine tympanale de Poirier) est une excroissance osseuse située au-dessus et à l'arrière de l'entrée du conduit auditif externe en avant de la fossette supraméatique.
Elle prend naissance sur la face inférieure de la racine du processus zygomatique de l'os temporal.